# الصوالح (شتوكة)
الصوالح هي إحدى مشيخات المملكة المغربية، تتبع جغرافيا لإقليم الجديدة وإداريًا لشتوكة. يقدر عدد سكانها بـ 13558 نسمة حسب الإحصاء الرسمي للسكان والسكنى لسنة 2004.